# Big Foot Beach State Park
Der Big Foot Beach State Park ist ein State Park im Walworth County im US-Bundesstaat Wisconsin.
Er befindet sich am östlichen Seeufer des Geneva Lake. Die Zufahrt befindet sich eine Meile südlich der Stadt Lake Geneva. Der State Park hat das ganze Jahr über von 6 bis 23 Uhr geöffnet.

## Etymologie
Der Name „Big Foot“ geht auf den Indianerhäuptling Chief Big Foot (Potawatomi Maumksuck/Mmangzed, französisch Gros Pied) zurück.

## Wanderwege
Im Big Foot Beach State Park gibt es insgesamt acht Kilometer Wanderwege durch Wald und Wiesen. Neben diesen kurzen Wanderwegen gibt es außerdem einen Naturlehrpfad.